# ノア・キャメロン
ノア・キャメロン（Noah Cameron, 1999年7月17日 - ）は、アメリカ合衆国ミズーリ州セントジョセフ出身のプロ野球選手（投手）。左投左打。MLBのカンザスシティ・ロイヤルズ所属。

## 経歴
2021年のMLBドラフト7巡目（全体199位）でカンザスシティ・ロイヤルズから指名されプロ入り。同年は左肘のトミー・ジョン手術を受けたため、登板はなかった。
2022年に傘下のアリゾナ・コンプレックスリーグ・ロイヤルズでプロデビューし、その後A級コロンビア・ファイヤーフライズ、A＋級クアッドシティズ・リバーバンディッツへ昇格した。
2023年はA＋級クアッドシティズで開幕を迎え、シーズン途中にAA級ノースウエストアーカンソー・ナチュラルズへ昇格した。
2024年はAA級ノースウエストアーカンソーで開幕を迎え、シーズン途中にAAA級オマハ・ストームチェイサーズへ昇格。2チーム合計で25試合に先発登板して7勝6敗、防御率3.08、149奪三振を記録した。オフにルール・ファイブ・ドラフトでの流出を防ぐため、40人枠に登録された。
2025年はAAA級オマハで開幕を迎えた。4月30日に初めてメジャーへ昇格し、同日の試合に登板してメジャーデビューした。

## 詳細情報

### 背番号
- 65（2025年 - ）